# Овсянкина, Мария Арсеньевна
Мария Арсеньевна Рикерс-Овсянкина (1898—1993) — немецко-американский психолог русского происхождения.
Работала в различных областях психологии, включая исследования больных шизофренией. Автор трудов о психологическом тестировании. Изучала эффект Зейгарник, описав его разновидность, именуемую эффект Овсянкиной.

## Биография
Родилась 3 мая 1898 года в Чите. В семье девочку называли Марика. Её отец — Арсений Васильевич — был банкиром и владел угольной шахтой. Мать была немкой по происхождению.
В годы Гражданской войны находились во Владивостоке, откуда иммигрировали в Берлин. Состоятельные родители смогли обеспечить дочери хорошее образование — она училась в Берлинском университете литературе и лингвистике, а с 1924 года — в психологическом институте у гештальтпсихолога Курта Левина. В числе её сокурсников были известные в будущем психологи — Тамара Дембо, Гита Биренбаум и Блюма Зейгарник. В 1928 году получила степень PhD в университете Гиссена, её диссертация была посвящена тому, как действуют люди, когда им мешают выполнить определённую задачу, что позже было названо эффектом Овсянкиной.
По окончании обучения Овсянкина в течение нескольких лет искала профессиональное применение своим знаниям, сменив ряд мест работы от ассистента Берлинского университета до тюремного психолога. В 1931 года она перебралась в США к Дэвиду Шакоу в Вустерский госпиталь и приняла участие в его проекте по изучению шизофрении. С 1935 года преподавала в престижном Уитон-колледже в Массачусетсе и стала здесь профессором. Одновременно вела различные курсы по психологии в Массачусетском технологическом институте, Орегонском университете, а также в Гарвардском и Корнеллском университетах.
Её последней должностью был пост директора по клиническим испытаниям Коннектикутского университета (1949—1965). После выхода в отставку М. А. Овсянкина уехала в Беркли (Калифорния), продолжая читать факультативные курсы в Калифорнийском университете в Беркли.
Умерла 28 сентября 1993 года в Калифорнии. Была похоронена в Германии.